# 京海电厂
39°39′28.39″N 106°51′48.66″E / 39.6578861°N 106.8635167°E
京海电厂，位于内蒙古乌海市海勃湾区，规划装机容量4X30万千瓦，一期工程为2×30万千瓦燃煤空冷机组，一期工程预计投资约30亿元。电厂使用洗中煤、煤矸石为燃料，煤矸石掺烧比例不低于70%。
2016年乌海市发展和改革委员会批准電廠加建光伏发电機組。
京海电厂的擁有者為内蒙古京海煤矸石发电公司。自2019年，是京能电力的控股子公司，佔股51%。該批股份是購自姊妹公司京煤集团。